# BMW Série 2 Active Tourer
La BMW Série 2 Active Tourer, comme sa version 7-places Gran Tourer, est un monospace produit par le constructeur automobile allemand BMW à partir de 2014. Elle est remplacée en 2021 par une nouvelle génération.

## Première génération

### Série 2 Active Tourer (F45)
La BMW Série 2 Active Tourer est le premier monospace de la gamme BMW. C'est également le premier modèle traction du constructeur.

#### Présentation

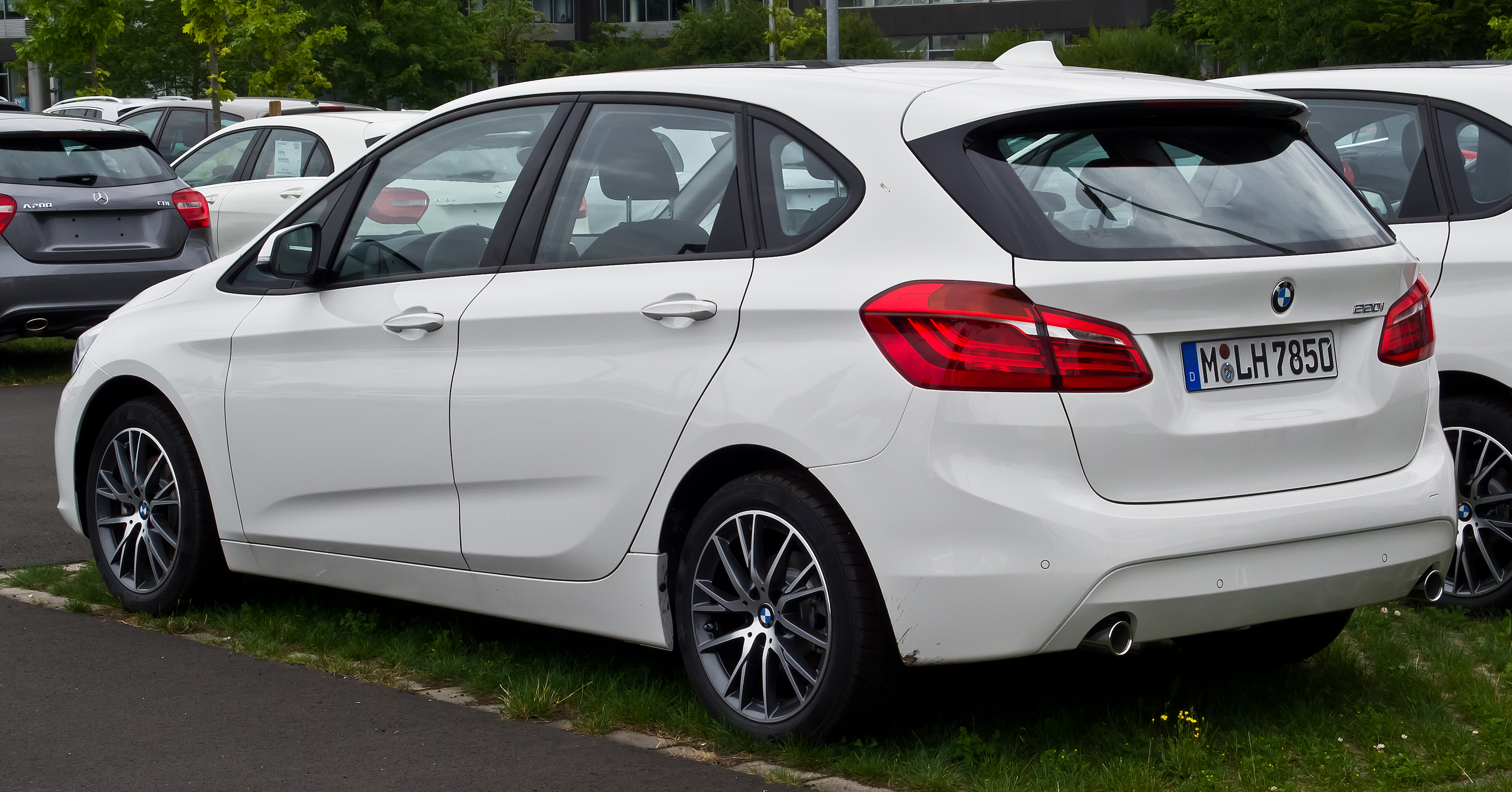
BMW Série 2 Active Tourer F45 phase 1

En juin 2014, BMW France annonce la sortie de son nouveau monospace 5-places pour la rentrée scolaire, en organisant un concours de dessins imprimés en 3D.

#### Phase 2
En 2018, BMW effectue un restylage de mi-carrière. Les évolutions stylistiques sont mineures. Les feux avant adoptent un nouveau dessin (la signature lumineuse change) et les clignotants sont désormais à LED lorsqu'ils sont équipés de feux LED. Les célèbres haricots sont également légèrement retouchés. Aucune évolution esthétique n'est présente à l'arrière.
Une nouvelle transmission à double embrayage à 7 rapports fait son apparition et remplace la boite de vitesses automatique 6 rapports. Les motorisations essences reçoivent un filtre à particule ainsi qu'une augmentation de puissance sur les modèles 216i et 218i. Toutes ces évolutions sont valables sur l'Active et le Gran Tourer.
Ces véhicules sont commercialisés en mars 2018.

#### Motorisations (2018-)
Les valeurs entre parenthèses correspondent à la variante équipée de la transmission intégrale xDrive. Les chiffres de consommation de carburant et de pollution correspondent aux chiffres maximaux proposés par le constructeur.
Essence
| Version                      | 216i AT                         | 218i AT                           | 220i AT                           | 225i xDrive AT                    |
| Moteur                       | 3-cylindres en ligne            | 3-cylindres en ligne              | 4-cylindres en ligne              | 4-cylindres en ligne              |
| Code moteur                  | B38B15                          | B38B15                            | B48B20                            | B48B20                            |
| Cylindrée                    | 1 499 cm3                       | 1 499 cm3                         | 1 998 cm3                         | 1 998 cm3                         |
| Puissance maximale           | 109 ch de 4 300 à 6 500 tr/min  | 136 ch de 4 500 à 6 500 tr/min    | 192 ch de 5 000 à 6 000 tr/min    | 231 ch de 5 000 à 6 000 tr/min    |
| Couple maximal               | 190 N m de 1 380 à 3 800 tr/min | 220 N m de 1 480 à 4 200 tr/min   | 280 N m de 1 350 à 4 600 tr/min   | 350 N m de 1 350 à 4 500 tr/min   |
| Norme environnementale       | Euro 6                          | Euro 6                            | Euro 6                            | Euro 6                            |
| Boîte de vitesses            | BVM 6                           | BVA 8 / DKG 7 / BVM 6 (Sauf 225i) | BVA 8 / DKG 7 / BVM 6 (Sauf 225i) | BVA 8 / DKG 7 / BVM 6 (Sauf 225i) |
| Vitesse maximale             | 190                             | 205                               | 229                               | (235)                             |
| 0-100 km/h (en s)            | 11,3                            | 9,3                               | 7,4                               | (6,3)                             |
| Consommation (en L/100 km)   | 5,8                             | 5,8                               | 5,9                               | (6,4)                             |
| Émissions de CO2 (en g/km)   | 132                             | 132                               | 134                               | (147)                             |
| Capacité du réservoir (en L) | 51                              | 51                                | 51                                | 51                                |
| Masse à vide (en kg)         | 1 425                           | 1 460                             | 1 480                             | (1 595)                           |

Diesel
| Version                      | 214d AT                   | 216d AT                         | 218d / xDrive AT                | 220d / xDrive AT                |
| Moteur                       | 3 cylindres en ligne      | 3 cylindres en ligne            | 4 cylindres en ligne            | 4 cylindres en ligne            |
| Code moteur                  | B37D15                    | B37D15                          | B47D20                          | B47D20                          |
| Cylindrée                    | 1 496 cm3                 | 1 496 cm3                       | 1 995 cm3                       | 1 995 cm3                       |
| Puissance maximale           | 95 ch à 4000 tr/min       | 116 ch à 4 000 tr/min           | 150 ch à 4 000 tr/min           | 190 ch à 4 000 tr/min           |
| Couple maximal               | 220Nm à 1750tr/min        | 270 N m de 1 750 à 2 250 tr/min | 350 N m de 1 750 à 2 500 tr/min | 400 N m de 1 750 à 2 500 tr/min |
| Boîte de vitesses            | BVA 8 (Sauf 214D) / BVM 6 | BVA 8 (Sauf 214D) / BVM 6       | BVA 8 (Sauf 214D) / BVM 6       | BVA 8 (Sauf 214D) / BVM 6       |
| Vitesse maxi                 | 185                       | 194                             | 210 / (209)                     | 224 / (222)                     |
| 0-100 km/h (en s)            | 12,9                      | 11,1                            | 9,1 / (9,0)                     | 7,6 / (7,5)                     |
| Consommation (en L/100 km)   | 4,1                       | 4,3                             | 4,5 / (4,7)                     | 4,4 / (4,7)                     |
| Émissions de CO2 (en g/km)   | 110                       | 113                             | 119 / (124)                     | 117 / (124)                     |
| Capacité du réservoir (en L) | 51                        | 51                              | 51                              | 51                              |
| Masse à vide (en kg)         | 1505                      | 1 505                           | 1 555 / (1615)                  | 1 545 / (1615)                  |

#### Série 2 Active Tourer 225xe
La Série 2 Active Tourer est déclinée en version hybride rechargeable sous le nom de "eDrive" pour 2016. Elle est commercialisée sous le nom de BMW 225xe.
| Version                      | 225xe Active Tourer iPerformance            |
| ---------------------------- | ------------------------------------------- |
| Moteur                       | 3-cylindres + électrique                    |
| Cylindrée                    | 1 499 cm3                                   |
| Puissance maximale           | 136 (essence) + 88 (électrique) ch = 224 ch |
| Couple maximal               | 385 Nm                                      |
| Norme environnementale       | Euro 6                                      |
| Boîte de vitesses            | BVA 6                                       |
| Vitesse maximale             | 202                                         |
| 0-100 km/h (en s)            | 6,7                                         |
| Consommation (en L/100 km)   | 2,1                                         |
| Émissions de CO2 (en g/km)   | 49                                          |
| Capacité batterie (en kWh)   | 7,6                                         |
| Capacité du réservoir (en L) | 36                                          |
| Masse à vide (en kg)         | 1 735                                       |

Phase 2
En 2018, elle passe par la case restylage. La seule évolution notable est l'apparition d'une calandre bleue pour se différencier des autres motorisations.
En 2019, BMW a revue à la hausse la capacité de la batterie de l'Active Tourer 225xe passant de 7,6 kWh à 10 kWh, l'autonomie est ainsi améliorée (plus de 50 km) en revanche la puissance reste inchangée.
|                                         | 225xe iPerformance                          |
| --------------------------------------- | ------------------------------------------- |
| Moteur                                  | 3-cylindres + électrique                    |
| Alimentation                            | Turbocompressé                              |
| Cylindrée                               | 1 499 cm3                                   |
| Puissance maximale                      | 136 (essence) + 88 (électrique) ch = 224 ch |
| Couple maximal                          | 385 N m                                     |
| Norme environnementale                  | Euro 6d Temp                                |
| Boîte de vitesses                       | Steptronic 8                                |
| Vitesse maximale (en km/h)              | 202                                         |
| 0-100 km/h (en s)                       | 6,7                                         |
| Consommation (en L/100 km)              | 1,9-2,1                                     |
| Consommation électrique (en kWh/100 km) | 13,5-14,2                                   |
| Émissions de CO2 (en g/km)              | 42-47                                       |
| Capacité batterie (en kWh)              | 10                                          |
| Autonomie électrique (en km)            | 55-57                                       |
| Capacité du réservoir (en L)            | 36                                          |
| Masse à vide (en kg)                    | 1 750                                       |

### Série 2 Gran Tourer (F46)
La Série 2 Gran Tourer est la version 7 places du monospace Série 2 Active Tourer.

#### Phase 2
En 2018, le Gran Tourer subit un restylage, de maigres évolutions sont au programme.

#### Motorisations (2018-)
Les valeurs entre parenthèses correspondent à la variante équipée de la transmission intégrale xDrive. Les chiffres de consommation de carburant et de pollution correspondent aux chiffres maximaux proposés par le constructeur.
Essence
| Version                      | 216i GT                         | 218i GT                         | 220i GT                         |
| Moteur                       | 3-cylindres en ligne            | 3-cylindres en ligne            | 4-cylindres en ligne            |
| Code moteur                  | B38B15                          | B38B15                          | B48B20                          |
| Cylindrée                    | 1 499 cm3                       | 1 499 cm3                       | 1998cm3                         |
| Puissance maximale           | 109 ch de 4 300 à 6 500 tr/min  | 136 ch de 4 500 à 6 500 tr/min  | 192 ch de 5 000 à 6 000 tr/min  |
| Couple maximal               | 190 N m de 1 380 à 3 800 tr/min | 220 N m de 1 480 à 4 200 tr/min | 280 N m de 1 350 à 4 600 tr/min |
| Norme environnementale       | Euro 6                          | Euro 6                          | Euro 6                          |
| Boîte de vitesses            | BVM 6                           | BVA 8 / DKG 7 / BVM 6           | BVA 8 / DKG 7 / BVM 6           |
| Vitesse maximale             | 188                             | 205                             | 222                             |
| 0-100 km/h (en s)            | 11,7                            | 9,6                             | 7,6                             |
| Consommation (en L/100 km)   | 6,1                             | 6,0                             | 6,1                             |
| Émissions de CO2 (en g/km)   | 139                             | 137                             | 140                             |
| Capacité du réservoir (en L) | 51                              | 51                              | 51                              |
| Masse à vide (en kg)         | 1 485                           | 1 515                           | 1 560                           |

Diesel
| Version                      | 214d GT              | 216d GT                         | 218d / xDrive GT                | 220d / xDrive GT                |
| Moteur                       | 3-cylindres en ligne | 3-cylindres en ligne            | 4-cylindres en ligne            | 4-cylindres en ligne            |
| Code moteur                  | B37D15               | B37D15                          | B47D20                          | B47D20                          |
| Cylindrée                    | 1 496 cm3            | 1 496 cm3                       | 1 995 cm3                       | 1 995 cm3                       |
| Puissance maximale           | 95 ch à 4000 tr/min  | 116 ch à 4 000 tr/min           | 150 ch à 4 000 tr/min           | 190 ch à 4 000 tr/min           |
| Couple maximal               | 220Nm à 1750tr/min   | 270 N m de 1 750 à 2 250 tr/min | 350 N m de 1 750 à 2 500 tr/min | 400 N m de 1 750 à 2 500 tr/min |
| Boîte de vitesses            | BVA 8 / BVM 6        | BVA 8 / BVM 6                   | BVA 8 / BVM 6                   | BVA 8 / BVM 6                   |
| Vitesse maximale             | 185                  | 192                             | 207 / (205)                     | 220 / (218)                     |
| 0-100 km/h (en s)            | 12,9                 | 11,5                            | 9,4 / (9,4)                     | 8,0 / (7,8)                     |
| Consommation (en L/100 km)   | 4,1                  | 4,5                             | 4,7 / (4,8)                     | 4,6 / (4,9)                     |
| Émissions de CO2 (en g/km)   | 110                  | 117                             | 125 / (127)                     | 122 / (129)                     |
| Capacité du réservoir (en L) | 51                   | 51                              | 51                              | 51                              |
| Masse à vide (en kg)         | 1570                 | 1 575                           | 1 615 / (1685)                  | 1 630 / (1690)                  |

#### Finitions
- Hello Future